# Livádi (Phocide)
Livádi (grec moderne : Λιβάδι) est une localité située dans le dème de Delphes, dans le district régional de Phocide, dans la périphérie de Grèce-Centrale, en Grèce.
Selon le recensement de 2021, elle ne compte aucun habitant.